# Dragarbrunnsgatan

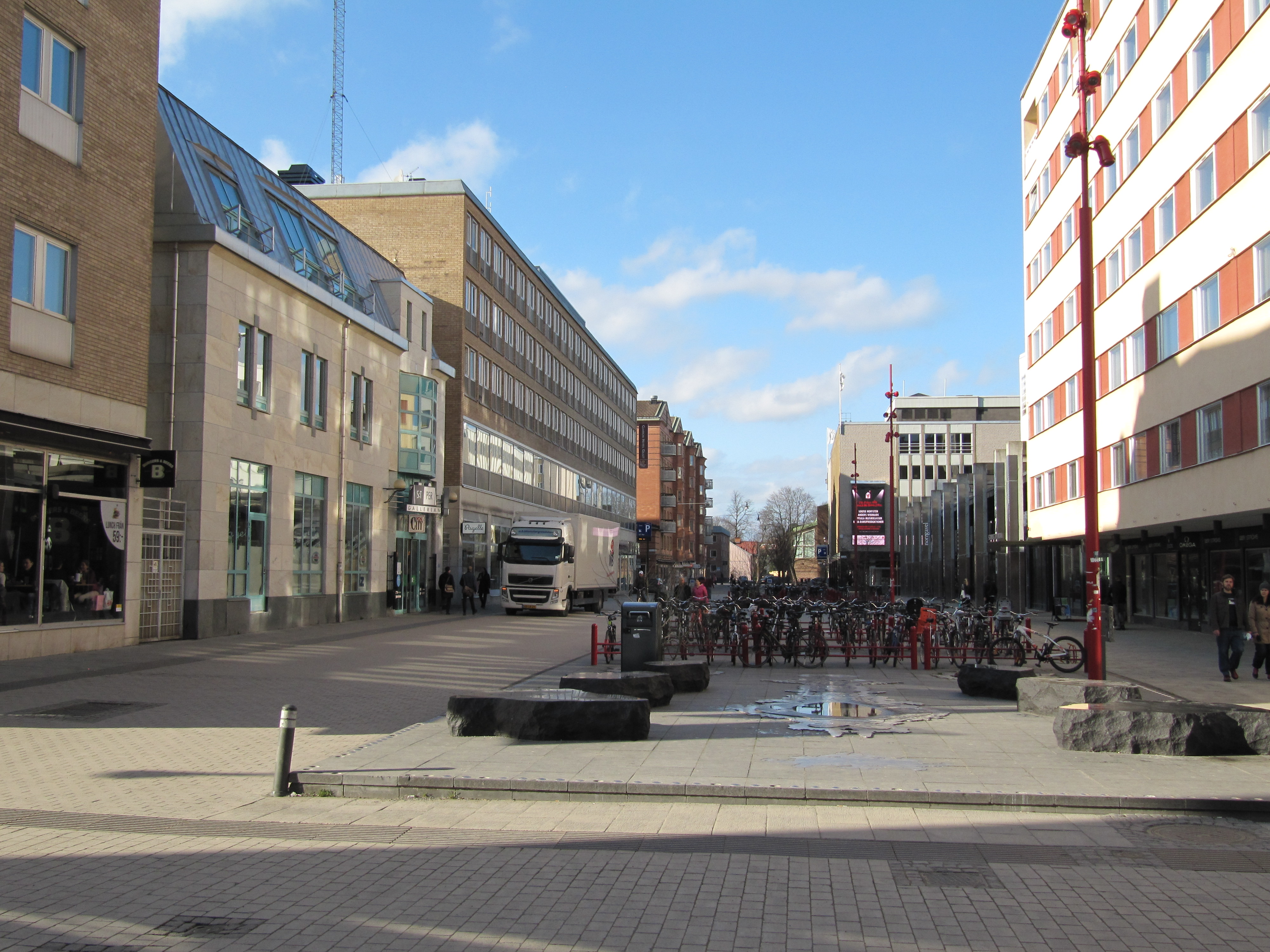
Dragarbrunnsgatan vid Dragarbrunns torg.

Dragarbrunnsgatan är en gata i centrala Uppsala. Den löper parallellt med gågatorna Kungsängsgatan och Svartbäcksgatan. Förutom att vara ett affärsstråk var den framförallt tillsammans med Stora torget hållplats för så gott som samtliga av Uppsalabuss busslinjer fram till augusti 2007, då busstrafiken flyttades till Kungsgatan som ett led i anläggandet av Resecentrum. Gatan är, förutom i norra änden, starkt präglad av 1960-talsbebyggelse.
År 2017 lades det fram en ny detaljplan, inför byggandet av en mängd bostäder i kvarteret Hugin, söder om Dragarbrunnsgatan. Dessa skulle ersätta ett kontorskomplex från 1970-talet. År 2018 bestämdes det att låta bygga en ny biografanläggning i hörnet av Dragarbrunnsgatan och Klostergatan.
Observera att stadsdelsnamnet Dragarbrunn uttalas med betoning på brunn, medan det i gatunamnet Dragarbrunnsgatan uttalas med betoning på Drag.